# Walt Dohrn
Walter Henry "Walt" Dohrn (Condado de Orange, California , 5 de diciembre de 1970) es un escritor, director, artista de guion gráfico, actor, animador, músico, guionista y artista de voz estadounidense. Es más conocido como la voz de Rumpelstiltskin en Shrek para siempre (2010). 

## Carrera
Dohrn a trabajo en varias películas de DreamWorks, como Shrek 2, Madagascar, Shrek tercero, Las aventuras de Peabody y Sherman, El origen de los Guardianes y Los pingüinos de Madagascar .
En 2010 Dohrn le puso la voz al personaje de Rumpelstiltskin en Shrek Forever After y en el mismo año debutó como director con el cortometraje Donkey's Christmas Shrektacular.
En el 2016 se estrenó su primera película como director, Trolls, la cual dirigió junto a Mike Mitchell .
Dohrn también ha trabajado como guionista y director de la segunda temporada de Bob Esponja.

## Filmografía

### Cine
| Año  | Título                                               | Rol                                                                                  | Papel             | Notas                         |
| ---- | ---------------------------------------------------- | ------------------------------------------------------------------------------------ | ----------------- | ----------------------------- |
| 1997 | Mr. Magoo                                            | Artista de diseño                                                                    |                   |                               |
| 2004 | Shrek 2                                              | Artista de historia/diálogo adicional, escritor de la canción "Fairy Godmother Song" |                   |                               |
| 2004 | El espanta tiburones                                 | Artista de historia adicional                                                        |                   |                               |
| 2005 | Madagascar                                           | Artista de historia adicional                                                        |                   |                               |
| 2007 | Shrek tercero                                        | Artista de la historia, escritor de la canción "Final Showdown"                      | Voces adicionales |                               |
| 2009 | Monsters vs Aliens: Mutant Pumpkins from Outer Space | Actor de voz                                                                         | Niño              |                               |
| 2010 | Shrek Forever After                                  | Actor de voz, jefe de historia                                                       | Rumpelstiltskin   |                               |
| 2010 | Donkey's Christmas Shrektacular                      | Director, actor de voz                                                               | Rumplestiltskin   |                               |
| 2011 | Puss in Boots                                        | Actor de voz                                                                         | Narrador          |                               |
| 2012 | Rise of the Guardians                                | Artista de la historia adicional                                                     |                   |                               |
| 2014 | Las aventuras de Peabody y Sherman                   | Jefe de historia, actor de voz                                                       | Spartacus         |                               |
| 2014 | Los Pingüinos de Madagascar                          | Actor de voz, jefe de historia                                                       | Pingüinos         |                               |
| 2016 | Trolls                                               | Director y actor de voz                                                              | Chiquilina        | Codirigido con Mike Mitchell  |
| 2020 | Trolls World Tour                                    | Director y actor de voz                                                              | Chiquilina        | Codirigido con David P. Smith |
| 2023 | Trolls Band Together                                 | Director y actor de voz                                                              |                   | Codirigido con Tim Heitz      |

### Televisión
| Año         | Título              | Papel                                                      | Notas       |
| ----------- | ------------------- | ---------------------------------------------------------- | ----------- |
| 2000 - 2002 | Bob Esponja         | Director Voz de Bob Esponja en el episodio "Frankendoodle" | Temporada 2 |
| 2002 - 2003 | Dexter's Laboratory | Escritor                                                   |             |

### Videojuegos
- Shrek Forever After (2010) - Voz de Rumpelstiltskin